# План «Діль»
План «Діль» (фр. Plan Dyle) — кодова назва французько-бельгійського плану оборони Бельгії, Голландії, Люксембургу та Франції в 1940 році на випадок вторгнення військ Вермахту.

## Зміст плану
З початком Другої світової війни, союзники підготували кілька варіантів дій на випадок німецького наступу, і всі ці варіанти передбачали «рокіровку» кількох армій на території Бельгії. Різниця була лише в глибині маневру. За схемою «А» передбачалося зупинити німецький наступ біля самого кордону — на каналі Альберта. Однак, події в Польщі, блискавичне просування німецьких військ по території Речі Посполитої змусили внести певні корективи у оборонні плани західних союзників.
Початковий план союзників — штатний на 24 жовтня 1939 — передбачав вступ до Бельгії кількох французьких дивізій разом з БЕС (британськими експедиційними силами) з метою зайняти оборонну лінію уздовж річки Еско (Шельда), що проходить від Антверпена до Гента. Але лінія закривала тільки малу частину території Бельгії, залишаючи велику частину країни і Брюссель німцям. Бельгійська армія, за цим планом, фактично залишалася наодинці з Вермахтом.
Головнокомандувач французькою армією генерал армії М.Гамелен, завжди пам'ятав про брак людських резервів, тому дуже хотів включити бельгійські 22 дивізії в загальну систему оборони, й тому пропонував більш глибоке просування союзників на позиції на річці Діль, які тягнулися по рубежу Антверпен — Вавр — р. Діль — р. Маас від Намюра до Седана. Перевагою плану «Діль», затвердженого 15 листопада 1939, було створення більш короткої лінії, що захищала Брюссель, а також набагато кращі шанси на з'єднання з бельгійською армією в разі її відступу зі своїх оборонних позицій вздовж каналу Альберта. Генерал А.Жорж висловлювався за обмеження подальшого просування на територію Бельгії, а англійці навпаки підтримали план «Діль» оскільки він міг би захистити узбережжя Бельгії від Крігсмаріне і ударів Люфтваффе і тим самим перешкодити проведенню німцями операцій проти Англії.
М.Гамелен також висловив бажання збільшити число військ, що беруть участь в цьому маневрі, і запропонував висунути частину французьких сил у напрямку до Нідерландів, точніше до голландського міста Бреда. Ця серйозна зміна плану, відома як «варіант Бреда» була негативно сприйнята генералом А.Жоржем. Він вказував М.Гамелену, що таке нововведення залишає центральний сектор французької лінії фронту з небезпечно низькою кількістю резервів у разі німецького наступу на цій ділянці. Подальші події показали, що А.Жорж був правий. Але, М.Гамелен наполягав на своєму.
Документи, знайдені у німецького штабного офіцера під час інциденту з посадкою літака в місті Мехелене, зміцнили рішучість французького верховного командування захистити Нідерланди. 20 березня 1940 нові накази за планом «Діль-Бреда» були затверджені як французьким, так і англійським урядами.
Саме цей маневр був вжитий з початком Французької кампанії в 1940 році. Однак, як довели подальші події, саме така оперативна конфігурація стала фатальною для союзників й призвела до повного краху Франції та її союзників.